# Futebol de Coronel Fabriciano

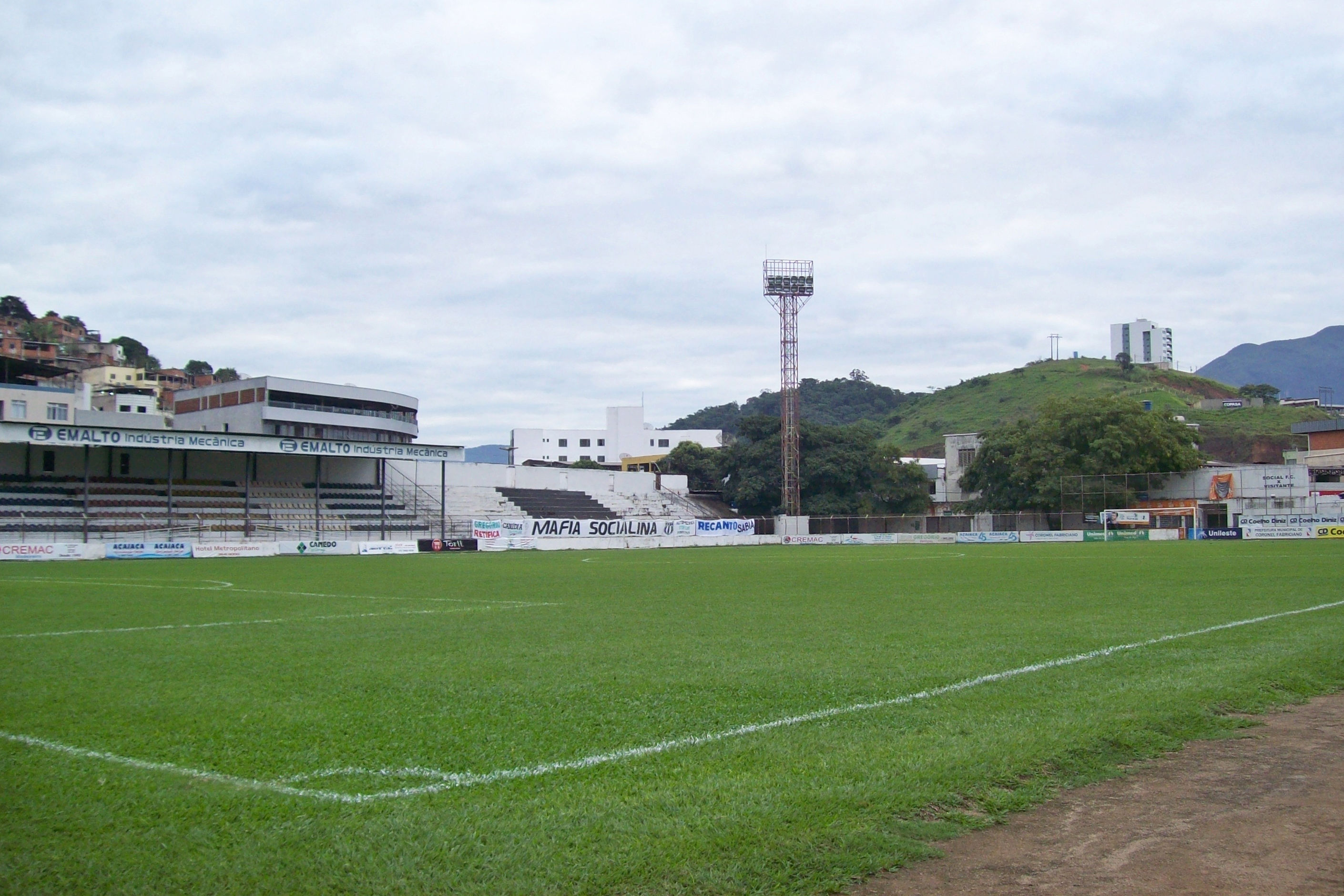
Campo do Estádio Louis Ensch, principal estádio de futebol da cidade, que é administrado pelo Social Futebol Clube.

O futebol de Coronel Fabriciano, município brasileiro no interior do estado de Minas Gerais, teve seu início no começo da década de 1920, a partir de times formados por duas empresas que tinham escritórios na localidade (a EFVM e a Belgo-Mineira). Essas equipes se juntaram na década de 40 e formaram o Social Futebol Clube, que ainda é o principal clube de Coronel Fabriciano, tendo disputado algumas edições do Campeonato Mineiro. Seu estádio é o Estádio Louis Ensch, que é o maior do município e foi inaugurado em 1950, tendo capacidade para cerca de 6 mil pessoas. Ainda há outros, como o Josemar Soares, o do CAF e do Sílvio Pereira II.
No amadorismo se destacaram clubes como o Avante Esporte Clube, o Rosalpes e o Clube Atlético Florestal (CAF), tendo este último, em 1969, sido o primeiro campeão do Campeonato Fabricianense de Futebol, principal competição futebolística de Fabriciano. Ainda há outras, criadas mais recentemente, como o Torneio Independência e o Campeonato de Futebol Mirim e Infantil.

## História

### Desenvolvimento
O futebol de Coronel Fabriciano teve início por volta de 1920, quando o lugar ainda se chamava “Calado” e pertencia à cidade de Antônio Dias. O atual Centro fabricianense sediava os escritórios de duas empresas: da Estrada de Ferro Vitória a Minas e da Belgo-Mineira (atualmente chamada ArcelorMittal Aços Longos). A Belgo tinha suas tradições na cor azul. A pintura de seus veículos e de suas casas eram nessa tonalidade. A EFVM, por sua vez, tinha como cores o verde, o vermelho e o amarelo, que estavam estampados em suas locomotivas "maria-fumaça". Assim, surgiram duas equipes de futebol, sendo um time amarelo da ferrovia conhecido como Ferroviário e um time azul sendo o da Belgo-Mineira.[carece de fontes?]

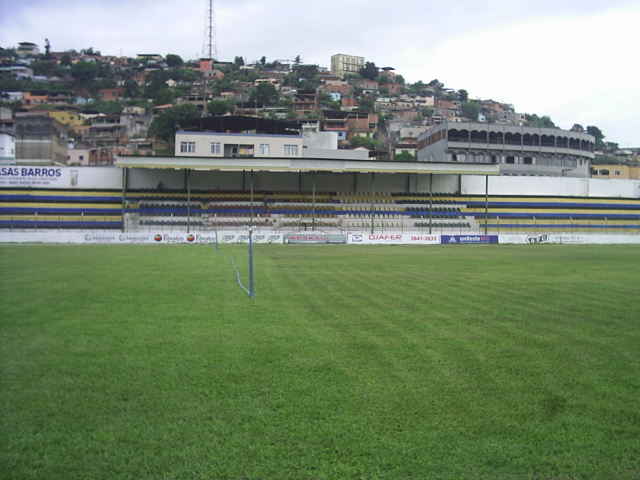
Vista interna do Estádio Louis Ensch em 2008

Por volta de 1935, a população de Calado resolveu juntar os dois times. O primeiro nome escolhido foi Comercial, devido ao fato de os comerciantes da cidade terem patrocinado o time. No início da década de 1940, surgiu a ideia de Social Futebol Clube, nome registrado e oficializado em 1º de outubro de 1944. Em 1950 foi criado o Estádio Louis Ensch, casa do Saci, como a equipe também é conhecids, e que até hoje é o principal estádio de Fabriciano. Na década de 1950 também surgiram outros clubes que mais tarde vieram a ter destaque regional. O maior rival do Social era o União Esporte Clube, criado em 1956, passando a chamar-se Avante Esporte Clube em setembro de 1958. Naquela década também foi criado o Estádio Josemar Soares, casa do Avante. Neste estádio e no Louis Ensch eram onde se realizavam os jogos com maiores públicos da cidade.
Em setembro de 1968 foi criado o Rosalpes, a partir da fusão de dois times que usavam o mesmo campo para treinos: o Alpes e o Santa Rosa. Teve seu auge na década de 70, entrando em crise na década de 80 por causa da falta de um campo próprio; o clube treinava em um terreno que foi ocupado por residências onde hoje situa-se o bairro Giovannini. Mas atualmente voltou a se destacar no Campeonato Fabricianense. O confronto entre Rosalpes e o Avante era conhecido como “Derby melovianense” (ambos os times tinham sede no distrito Senador Melo Viana).

### Década de 1990 – atualidade
Neste período o time que mais se destacou na cidade foi o Social, que de 1996 a 2009 disputou em todos os anos a Primeira Divisão do Campeonato Mineiro, se for levado em conta a nomenclatura da Federação Mineira de Futebol que considera o Módulo II como parte da Primeira Divisão. Na prática, o time tem alternado entre a primeira e a segunda, se considerar-se que o Módulo II corresponde ao segundo nível estadual.[carece de fontes?] Em 2010, o clube abdicou do direito de disputar o Módulo II para resolver pendências trabalhistas. Utilizando os recursos gerados por sua renda fixa de aluguéis das lojas no entorno de seu estádio, o Social resolveu seus problemas financeiros e retornou às competições oficiais já em 2011, disputando a Segunda Divisão do Campeonato Mineiro, que na prática corresponde ao terceiro nível do futebol estadual.
Em 2008 houve a criação de uma nova equipe, Fabriciano Futebol Clube, que em 2009 já disputava a 2ª Divisão do Campeonato Mineiro (equivalente à terceira). Porém em março de 2010 o clube transferiu sua sede para o município de Nova Serrana, também em Minas Gerais, e alterou seu nome para Nacional Esporte Clube, além de adotar um novo escudo.
Em 2012, foi fundado o Trio Futebol Clube, por Marcelo Vieira, um dos idealizadores do Fabriciano Futebol Clube. O clube disputou a Segunda Divisão do Campeonato Mineiro em 2013, tornando-se o terceiro clube profissional na história da cidade. Em 2013, o Novo Esporte Clube Ipatinga, fundado no ano anterior, anunciou que mandaria os jogos de sua primeira competição profissional em Coronel Fabriciano, apesar de manter sua sede oficial em Ipatinga. A decisão ocorreu pelo fato de o Estádio Municipal de Ipatinga não se encontrar em condições de uso em 2013.

## Estádios

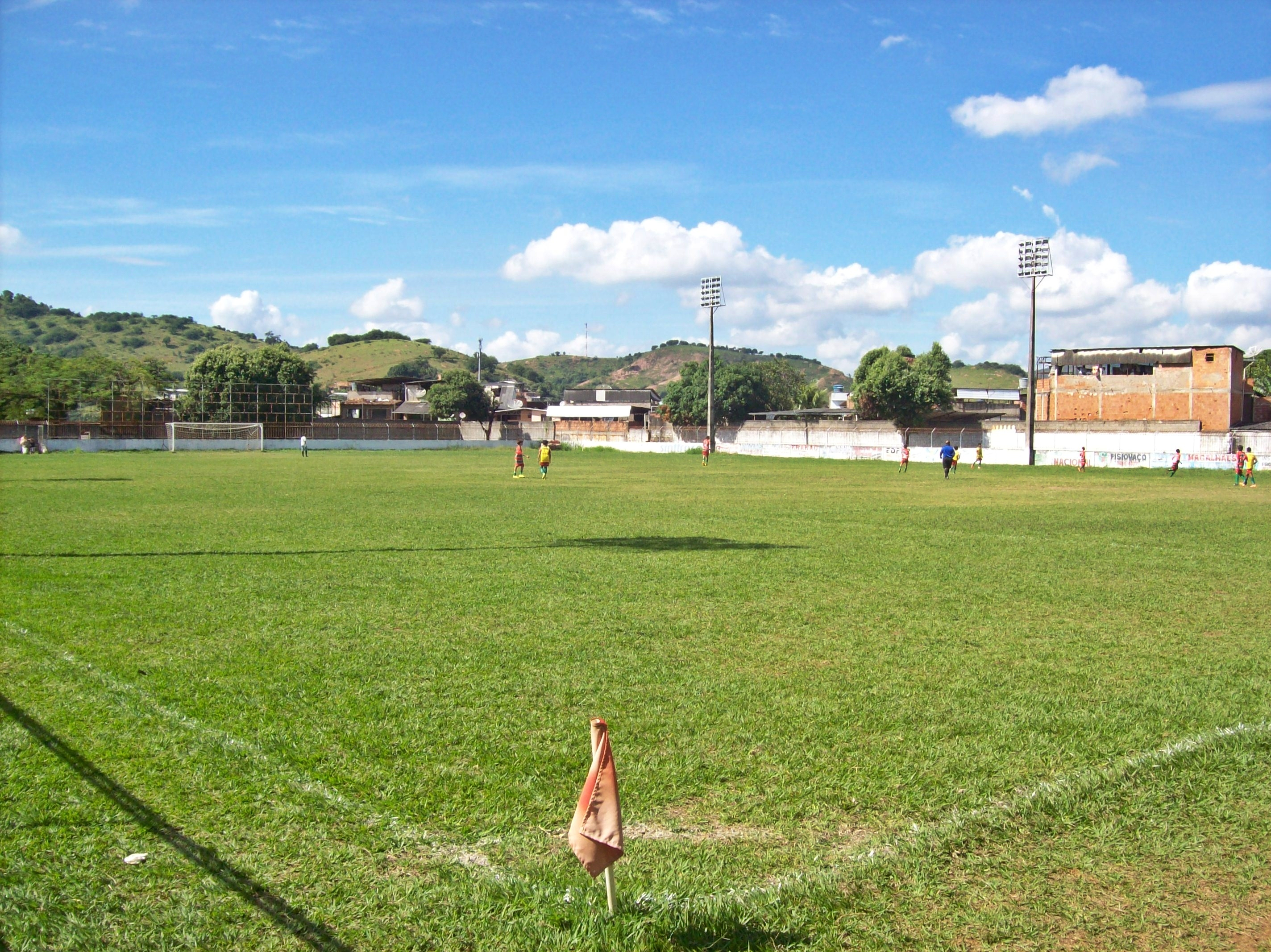
Campo do Estádio Josemar Soares, no bairro São Domingos.

Como já citado anteriormente, o principal estádio da cidade é o Estádio Louis Ensch, fundado em 1950. Sempre foi palco de grandes confrontos entre times amadores de Fabriciano. Além do amadorismo, o Louis Esnch é sede de jogos profissionais do Social. No ano de 2009, foi usado para jogos profissionais também por Valeriodoce (da cidade de Itabira) e Tombense (Tombos), devido a problemas nos estádios destes clubes. Tendo capacidade para cerca de 6 mil pessoas, teve seu recorde de público de aproximadamente 7 mil pagantes, obtido em uma partida da semifinal do Campeonato Mineiro de 1997 entre o Social e o Villa Nova Atlético Clube. Para a ocasião foram acrescentadas arquibancadas móveis para garantir a presença máxima possível de torcedores, embora, normalmente, o Social utilize o Estádio Municipal João Lamego Netto (o Ipatingão, em Ipatinga) quando há uma expectativa maior de público.
A grande maioria desses pequenos times citados anteriormente conta com estrutura razoável, e outros com deficiências, como falta de arquibancadas. Destaque para o campo do Avante, o estádio Josemar Soares, que conta com cabine de rádios, vestiários e uma modesta arquibancada, além de boa arborização.[carece de fontes?] Outros exemplos de campos utilizados são do Mangueiras, no bairro homônimo, do Clube Atlético Florestal (CAF), no Belvedere, e do Sílvio Pereira II.

## Competições
A principal competição futebolística realizada regurlamente em Fabriciano é o Campeonato Fabricianense de Futebol. É organizado desde 1969, sendo que a primeira equipe que o conquistou de forma oficial e reconhecida pela Federação Mineira de Futebol (FMF) foi o Clube Atlético Florestal (CAF), que também ganhou os campeonatos de 1997, 1998 e 1999; mesma campanha conseguida pelo time Júnior da equipe. Os times que mais ganharam o fabricianense foram o Rosalpes e o Avante, que conquistaram 6 títulos cada um. Até 2010 contava com apenas uma divisão, porém em 2011 passou a ser dividido em duas.
Outras disputas que são realizadas anualmente em Fabriciano são o Torneio Independência, realizado desde 2010 pela Secretaria de Juventude, Esporte e Lazer da Prefeitura de Coronel Fabriciano; Campeonato de Futebol Mirim e Infantil, que reúne seis agremiações e cerca de 300 atletas com idade entre 12 e 15 anos, também organizado pela Secretaria de Esporte; e o campeonato Bairro a Bairro, que foi instituído em 2011 e envolve equipes representando alguns dos bairros fabricianenses.

## Jogadores notáveis
Em Coronel Fabriciano foram poucos os jogadores que nasceram no próprio município e conseguiram destaque nacional e/ou internacional. Há de se ressaltar Eraldo Anício Gomes, que tem passagens por diversos clubes brasileiros das categorias principais, e Rafael Pires Monteiro, que foi convocado para a Seleção Brasileira. Em outubro de 2004, o município virou notícia ao sediar o velório e enterro do jogador Paulo Sérgio Oliveira da Silva, o Serginho, que morreu após sofrer um ataque cardíaco durante uma partida pelo Campeonato Brasileiro enquanto defendia o São Caetano contra o São Paulo, no Estádio do Morumbi, no dia 27 daquele mês. Apesar de ser natural de Vitória, o jogador foi enterrado em Fabriciano pois ele foi revelado pelo Social FC.
Além dos que já foram citados, que tiveram destaque nacional e/ou internacional, destacaram-se pelo futebol amador de Fabriciano Raul, João Paletó, Jorge, Tonhão e Dimas (goleiros); Preguinho, Renato e Bolivar (zagueiros); Zé Lúcio, Baixinho, Zé Wilson, Mancheta e Lica (meias atacantes); Carlinhos, Cazuaque, Pinduca, Dozinho e Nilton (atacantes). O time do Clube Atlético Florestal (CAF) que conquistou o primeiro campeonato fabricianense era composto por: Ló, Renato, Manoel, Felício, Pitoti, Pedro Paulo, Tato, Dozinho, Pierre, Joel Companheiro e Tiló. Grande parte destes eram funcionários de uma empresa denominada Companhia Agrícola Florestal, que também usava as iniciais CAF.